# Björn Rosengren (advokat)
Björn Eric Rosengren, född 8 januari 1944, är en svensk advokat och tidigare vice ordförande i Sveriges Olympiska Kommitté (SOK).
Rosengren blev 1964 reservofficer i Kustartilleriet och avlade 1968 juris kandidatexamen vid Stockholms universitet. Han arbetade 1968-1978 vid Advokatfirman Henning Sjöström och sedan 1978 vid sin egen advokatfirma.
Rosengren var tidigare ordförande i Svenska Boxningsförbundet och är numera ordförande i Boxningsförbundets Proboxningskommission. Han var ledamot i SOK från 1984 till 2011, under perioden 2000-2011 en av två vice ordförande, och valdes 2013 till hedersledamot.